# 弗罗苏什 (旧阿尔贝加里亚)
弗罗苏什是葡萄牙阿威罗区的一个堂区。总面积7.95平方公里，总人口150人，人口密度121.3人/平方公里。